# Chris Horner
Christopher Horner, detto Chris (Okinawa, 23 ottobre 1971), è un ex ciclista su strada statunitense.
Professionista dal 1996, nel 2013, a quasi 42 anni, si è aggiudicato la Vuelta a España, diventando il più vecchio corridore a vincere un Grande Giro.

## Carriera
Nato nell'isola di Okinawa, in Giappone, Horner passa professionista nel 1996 con una squadra statunitense, la Nutra Fig-Colorado Cyclist: coglie ben 12 successi, ma tutti in corse statunitensi. I tre anni successivi alla Française des Jeux non sono soddisfacenti, così Horner torna negli Stati Uniti dove, cambiando tre team in quattro anni, ottiene altri 30 successi, tra cui quattro edizioni della Redlands Bicycle Classic.
La svolta per la sua carriera avviene sul finire del 2004, quando firma con la formazione spagnola Saunier Duval-Prodir: sin dalle prime corse Horner dimostra di poter competere anche con i ciclisti "europei", soprattutto in salita. Nelle stagioni successive, in cui veste anche le maglie di Davitamon/Predictor e Astana, offre le sue migliori prestazioni al Tour de Suisse e al Tour de Romandie, vincendo una tappa in entrambe le corse.
Dal 2010 al 2013 corre nel Team RadioShack (poi RadioShack-Leopard), sotto la direzione di Johan Bruyneel: nel 2010 vince la Vuelta al País Vasco, due anni dopo il Tour of California. Nel 2013, in modo completamente inaspettato, vince quindi due tappe e la classifica finale della prestigiosa Vuelta a España, diventando, all'età di quasi quarantadue anni, il più vecchio corridore capace di aggiudicarsi un grande Giro. Nel 2014 è sotto contratto con il team Lampre-Merida, nelle due stagioni successive con formazioni Continental statunitensi.

## Palmarès
- 1996 (Nutra-Fig)

First Union Invitational
8ª tappa Fresca Classic
16ª tappa tappa Fresca Classic
10ª tappa Tour DuPont
1ª tappa Redlands Classic
- 2000 (Mercury, due vittorie)

Classifica generale Tour de Langkawi
Classifica generale Redlands Classic
- 2001 (Mercury, tre vittorie)

5ª tappa Redlands Classic
Classifica generale Solano Classic
3ª tappa Cascade Classic
- 2002 (Prime Alliance, dieci vittorie)

Classifica generale Fitchburg Longsjo Classic
1ª tappa Redlands Classic
2ª tappa Redlands Classic
Classifica generale Redlands Classic
3ª tappa Sea Otter Classic
Classifica generale Sea Otter Classic
1ª tappa Solano Classic
Classifica generale Solano Classic
3ª tappa Nature Valley Grand Prix
3ª tappa Cascade Classic
- 2003 (Saturn, dieci vittorie)

2ª tappa McLane Pacific Classic
1ª tappa Solano Classic
4ª tappa Solano Classic
Classifica generale Solano Classic
Classifica generale Redlands Classic
Classifica generale Tour de Georgia
2ª tappa Fitchburg Longsjo Classic
3ª tappa Fitchburg Longsjo Classic
4ª tappa Cascade Classic
T-Mobile International
- 2004 (Webcor/Saunier Duval, dodici vittorie)

5ª tappa Tour of Connecticut
Classifica generale Tour de Temecula
2ª tappa Pomona Valley Stage Race
3ª tappa Pomona Valley Stage Race
Classifica generale Pomona Valley Stage Race
Prologo Redlands Classic (Cronometro)
1ª tappa Redlands Classic
2ª tappa Redlands Classic
Classifica generale Redlands Classic
2ª tappa Sea Otter Classic
Classifica generale Sea Otter Classic
Classifica generale Tour de Toona
- 2005 (Saunier Duval, una vittoria)

6ª tappa Tour de Suisse (Arosa)
- 2006 (Davitamon-Lotto, una vittoria)

2ª tappa Tour de Romandie (Porrentruy)
- 2008 (Astana, una vittoria)

3ª tappa Tour de White Rock (Porrentruy)
- 2010 (Team RadioShack, due vittorie)

6ª tappa Vuelta al País Vasco (Orio)
Classifica generale Vuelta al País Vasco
- 2011 (Team RadioShack, due vittorie)

4ª tappa Tour of California (Livermore > San José)
Classifica generale Tour of California
- 2013 (RadioShack-Leopard, quattro vittorie)

5ª tappa Tour of Utah
3ª tappa Vuelta a España (Vigo > Vilagarcía de Arousa)
10ª tappa Vuelta a España (Torredelcampo > Güéjar-Sierra)
Classifica generale Vuelta a España

### Altri successi
- 2013 (RadioShack-Leopard)

Classifica combinata Vuelta a España

## Piazzamenti

### Grandi Giri
- Giro d'Italia

2009: non partito (11ª tappa)
- Tour de France

2005: 33º
2006: 63º
2007: 14º
2010: 8º
2011: non partito (8ª tappa)
2012: 13º
2014: 17º
- Vuelta a España

2006: 20º
2007: 36º
2009: non partito (5ª tappa)
2013: vincitore

### Classiche monumento
- Liegi-Bastogne-Liegi

2001: ritirato
2002: 8º
2003: 77º
2006: 7º
2012: ritirato
- Giro di Lombardia

2000: 11º
2001: 60º
2002: 10º
2003: 7º
2004: 12º
2006: 21º
2012: ritirato

### Competizioni mondiali
- Campionati del mondo

Lugano 1996 - In linea Elite: ritirato
San Sebastián 1997 - In linea Elite: 28º
Valkenburg 1998 - In linea Elite: ritirato
Verona 1999 - In linea Elite: ritirato
Zolder 2002 - In linea Elite: 38º
Hamilton 2003 - In linea Elite: 76º
Verona 2004 - In linea Elite: 8º
Salisburgo 2006 - In linea Elite: 47º
Limburgo 2012 - In linea Elite: ritirato
Toscana 2013 - In linea Elite: ritirato
- Giochi olimpici

Londra 2012 - In linea: 93º